# Big Idea Entertainment
Big Idea Entertainment (simplesmente conhecido como Big Idea e anteriormente conhecido como Big Idea Productions e Big Idea, Inc.) é uma produtora americana mais conhecida pela série animada por computador VeggieTales. 
É uma subsidiária da DreamWorks Classics, que por sua vez é de propriedade da DreamWorks Animation, uma subsidiária da NBCUniversal, uma divisão da Comcast.

## Histórico da empresa
Em 1989, a empresa foi fundada como GRAFx Studios por Phil Vischer. Dois dos curtas-metragens feitos foram Mr Cuke's Screen Test e VeggieTales Promo: Take 38. Em 1993, ele e Mike Nawrocki começaram a fazer VeggieTales, e a empresa foi renomeada para Big Idea Productions. O primeiro episódio / video da série lançado foi Where's God When I'm S-Scared?. Rapidamente correndo para fora do espaço de escritórios, a Big Idea se mudou para os subúrbios de Chicago em 1997 com a compra do DuPage Theatre em Lombard, Illinois. 